# Peralta de Alcofea
Peralta de Alcofea è un comune spagnolo di 701 abitanti situato nella comunità autonoma dell'Aragona.

Fa parte della comarca del Somontano de Barbastro.